# U-205 (tàu ngầm Đức)
U-205 là một tàu ngầm tấn công  Lớp Type VII thuộc phân lớp Type VIIC được Hải quân Đức Quốc Xã chế tạo trong Chiến tranh Thế giới thứ hai. Nhập biên chế năm 1941, nó đã thực hiện được tổng cộng mười một chuyến tuần tra, đánh chìm được một tàu chiến tải trọng 5.450 tấn. Trong chuyến tuần tra cuối cùng tại Địa Trung Hải, U-205 bị tàu khu trục Hải quân Hoàng gia Anh HMS Paladin gây hư hại nặng và chiếm giữ vào ngày 17 tháng 2, 1943, nhưng bị đắm trên đường kéo về cảng vài giờ sau đó.

## Thiết kế và chế tạo

### Thiết kế

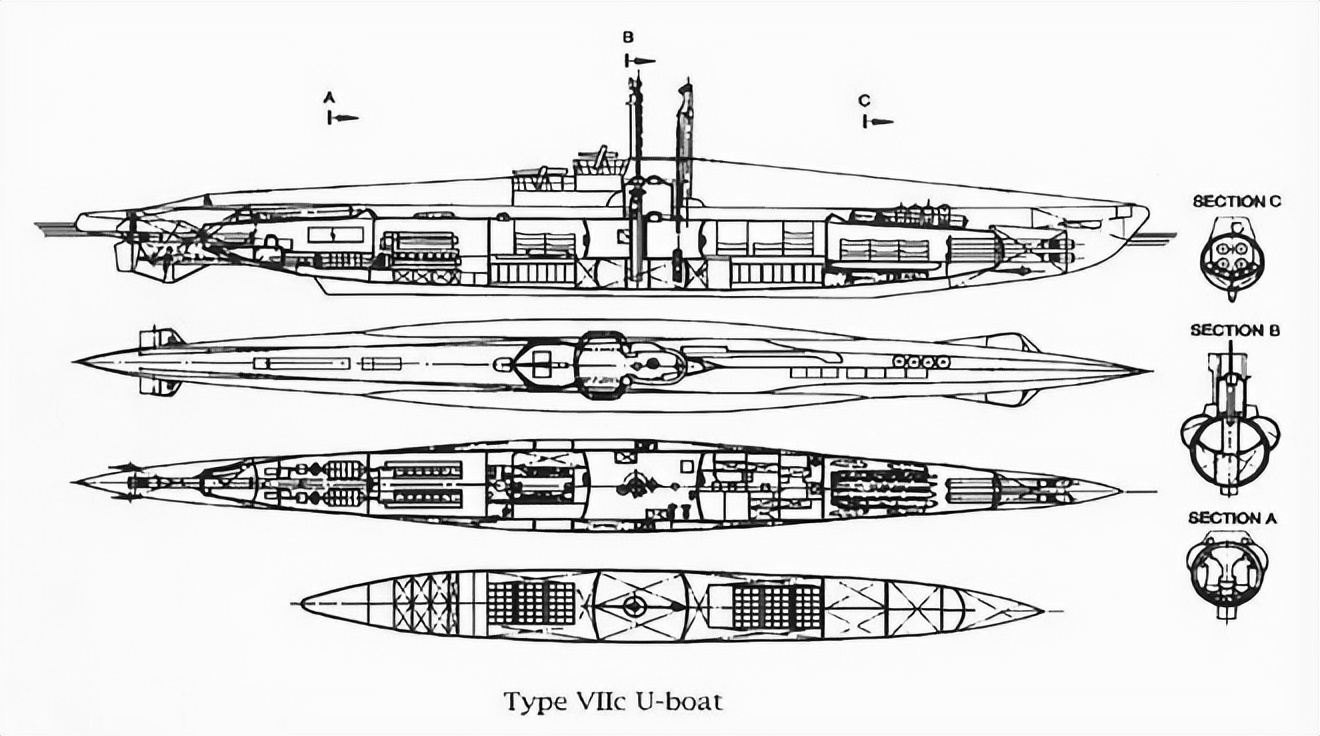
Sơ đồ các mặt cắt một tàu ngầm Type VIIC

Phân lớp VIIC của Tàu ngầm Type VII là một phiên bản VIIB được kéo dài thêm. Chúng có trọng lượng choán nước 769 t (757 tấn Anh) khi nổi và 871 t (857 tấn Anh) khi lặn). Con tàu có chiều dài chung 67,10 m (220 ft 2 in), lớp vỏ trong chịu áp lực dài 50,50 m (165 ft 8 in), mạn tàu rộng 6,20 m (20 ft 4 in), chiều cao 9,60 m (31 ft 6 in) và mớn nước 4,74 m (15 ft 7 in).
Chúng trang bị hai động cơ diesel Germaniawerft F46 siêu tăng áp 6-xy lanh 4 thì, tổng công suất 2.800–3.200 PS (2.100–2.400 kW; 2.800–3.200 bhp), dẫn động hai trục chân vịt đường kính 1,23 m (4,0 ft), cho phép đạt tốc độ tối đa 17,7 kn (32,8 km/h), và tầm hoạt động tối đa 8.500 nmi (15.700 km) khi đi tốc độ đường trường 10 kn (19 km/h). Khi đi ngầm dưới nước, chúng sử dụng hai động cơ/máy phát điện AEG GU 460/8–27 tổng công suất 750 PS (550 kW; 740 shp). Tốc độ tối đa khi lặn là 7,6 kn (14,1 km/h), và tầm hoạt động 80 nmi (150 km) ở tốc độ 4 kn (7,4 km/h). Con tàu có khả năng lặn sâu đến 230 m (750 ft).
Vũ khí trang bị có năm ống phóng ngư lôi 53,3 cm (21 in), bao gồm bốn ống trước mũi và một ống phía đuôi, và mang theo tổng cộng 14 quả ngư lôi, hoặc tối đa 22 quả thủy lôi TMA, hoặc 33 quả TMB. Tàu ngầm Type VIIC bố trí một hải pháo 8,8 cm SK C/35 cùng một pháo phòng không 2 cm (0,79 in) trên boong tàu. Thủy thủ đoàn bao gồm 4 sĩ quan và 40-56 thủy thủ.

### Chế tạo
U-205 được đặt hàng vào ngày 16 tháng 10, 1939, và được đặt lườn tại xưởng tàu của hãng Friedrich Krupp Germaniawerft tại Kiel vào ngày 19 tháng 6, 1940. Nó được hạ thủy vào ngày 20 tháng 3, 1941, và nhập biên chế cùng Hải quân Đức Quốc Xã vào ngày 3 tháng 5, 1941 dưới quyền chỉ huy của Hạm trưởng, Đại úy Hải quân Franz-Georg Reschke.

## Lịch sử hoạt động

### 1941

#### Chuyến tuần tra thứ nhất
U-205 khởi hành từ cảng Trondheim, Na Uy vào ngày 24 tháng 7, 1941 cho chuyến tuần tra đầu tiên trong chiến tranh. Nó băng qua khe GIUK giữa quần đảo Faroe và Iceland để đi đến khu vực tuần tra tại Bắc Đại Tây Dương về phía Tây và Tây Nam  Ireland. Chiếc tàu ngầm không đánh chìm được mục tiêu nào, nên kết thúc chuyến tuần tra và đi đến cảng Lorient bên bờ biển Đại Tây Dương của Pháp đã bị Đức chiếm đóng, đến nơi vào ngày 23 tháng 8.

#### Chuyến tuần tra thứ hai
Xuất phát từ cảng Lorient vào ngày 23 tháng 9 cho chuyến tuần tra thứ hai, U-205 hoạt động tại khu vực Bắc Đại Tây Dương]] về phía Tây Nam Ireland. Đang khi theo dõi Đoàn tàu HG 73 vào ngày 26 tháng 9, nó bị một máy bay Hoa Kỳ tấn công và bị hư hại, nên phải cắt ngắn chuyến tuần tra và quay trở về Lorient vào ngày 2 tháng 10.

#### Chuyến tuần tra thứ ba
U-205 khởi hành từ cảng Lorient vào ngày 3 tháng 11 cho chuyến tuần tra thứ ba. Nó gia nhập bầy sói Arnauld, và băng qua eo biển Gibraltar được Hải quân Hoàng gia Anh phòng thủ nghiêm ngặt để tiến vào Địa Trung Hải, U-205 tiếp tục tuần tra ngoài khơi bờ biển Ai Cập trước khi đi đến căn cứ tại La Spezia, Ý vào ngày 10 tháng 12, nơi chiếc tàu ngầm được điều sang Chi hạm đội Tàu ngầm 29.

### 1942

#### Chuyến tuần tra thứ tư, thứ năm và thứ sáu
U-205 thực hiện chuyến tuần tra thứ tư, đều xuất phát và kết thúc tại La Spezia, từ ngày 5 tháng 1 đến ngày 10 tháng 2, 1942. Sau đó là chuyến tuần tra thứ năm từ ngày 17 tháng 3 đến ngày 6 tháng 4, và chuyến tuần tra thứ thứ sáu từ ngày 6 tháng 5 đến ngày 8 tháng 6, nhưng kết thúc tại căn cứ trên đảo Salamis, Hy Lạp. Trong cả ba chuyến tuần tra này, U-205 đều hoạt động tại khu vực Đông Địa Trung Hải ngoài khơi Libya và Ai Cập, nhưng đều không đánh chìm được mục tiêu nào.

#### Chuyến tuần tra thứ bảy
Xuất phát từ căn cứ Salamis vào ngày 11 tháng 6 cho chuyến tuần tra thứ bảy, U-205 hoạt động tại khu vực Đông Địa Trung Hải. Vào ngày 15 tháng 6, nó phát hiện một nhóm tàu chiến và phóng ngư lôi tấn công hai tàu khu trục đối phương lúc 23 giờ 40 phút, nhưng không trúng đích. Ngay sau đó nó nhận ra nhóm tàu chiến bao gồm tàu tuần dương hạng nhẹ HMS Hermione, được các tàu khu trục hộ tống HMS Aldenham, HMS Beaufort và HMS Exmoor hộ tống, đang trên đường quay trở lại Alexandria sau khi hộ tống cho Đoàn tàu MW 11 tiếp liệu cho Malta trong khuôn khổ Chiến dịch Vigorous. U-205 phóng một loạt ba quả ngư lôi tấn công Hermione lúc 00 giờ 19 phút ngày 16 tháng 6, và một quả đánh trúng mạn phải đã khiến chiếc tàu tuần dương bị nghiêng 22 độ, rồi lật úp và đắm sau hơn 20 phút, tại tọa độ 33°20′B 26°00′Đ / 33,333°B 26°Đ. Chiếc tàu ngầm kết thúc chuyến tuần tra tại cảng La Spezia vào ngày 23 tháng 6.

#### Chuyến tuần tra thứ tám và thứ chín
U-205 khởi hành từ La Spezia vào ngày 3 tháng 8 cho chuyến tuần tra thứ tám, và băng qua eo biển Messina để hoạt động tại khu vực Đông Địa Trung Hải ngoài khơi Libya, Ai Cập, và Lãnh thổ Ủy trị Palestine. Nó kết thúc chuyến tuần tra tại Pola, Ý (nay là Pula thuộc Croatia), đến nơi vào ngày 10 tháng 9.
Xuất phát từ Pola vào ngày 20 tháng 10 cho chuyến tuần tra tiếp theo, U-205 thoạt tiên hoạt động tại khu vực Đông Địa Trung Hải ngoài khơi Libya và Ai Cập, trước khi chuyển sang tuần tra dọc bờ biển Bắc Phi ngoài khơi Algiers. Nó kết thúc chuyến tuần tra tại La Spezia vào ngày 19 tháng 11. Chiếc tàu ngầm sau đó chuyển căn cứ hoạt động từ cảng La Spezia sang cảng Pola vào cuối tháng 11.

### 1943

#### Chuyến tuần tra thứ mười
U-205 thực hiện chuyến tuần tra thứ mười từ ngày 12 tháng 1 đến ngày 26 tháng 1, 1943. Nó xuất phát từ Pola để hoạt động tại vùng biển ngoài khơi Benghazi, Libya, và kết thúc chuyến tuần tra tại đảo Salamis, Hy Lạp.

#### Chuyến tuần tra thứ mười một - Bị mất
Xuất phát từ Salamis vào ngày 2 tháng 2 cho chuyến tuần tra thứ mười một, cũng là chuyến cuối cùng, U-205 hoạt động tại khu vực Địa Trung Hải giữa đảo Crete và Libya. Nó đang tìm cách tấn công một đoàn tàu vận tải ven biển ngoài khơi Apollonia, Libya vào ngày 17 tháng 2, khi bị một máy bay ném bom Bristol Blenheim của Không quân Nam Phi phát hiện, rồi bị tàu khu trục Hải quân Hoàng gia Anh HMS Paladin tấn công bằng mìn sâu, gây hư hại nặng tại tọa độ 32°56′B 22°1′Đ / 32,933°B 22,017°Đ, ở vị trí về phía Tây Bắc Darnah, Libya. U-205 buộc phải trồi lên mặt nước, và thủy thủ đoàn bỏ tàu sau khi mở van để đánh đắm tàu. Một đội đổ bộ từ Paladin đã xâm nhập U-205 và thu được nhiều tài liệu mật. Sau đó tàu corvette HMS Gloxinia tìm cách kéo U-205 về cảng, nhưng chiếc tàu ngầm đắm vài giờ sau đó ngoài khơi Ras al-Helal, Libya, cách bờ biển 1.000 m (3.300 ft), tại tọa độ 32°54′8″B 22°11′4″Đ / 32,90222°B 22,18444°Đ. Tám thành viên thủy thủ đoàn của U-205 đã tử trận, và 42 người sống sót bị bắt làm tù binh chiến tranh.

### "Bầy sói" tham gia
U-205 từng tham gia bầy sói:
- Arnauld (5 – 18 tháng 11, 1941)

### Tóm tắt chiến công
U-205 chỉ đánh chìm được một tàu chiến có tải trọng 5.450 tấn:
| Ngày             | Tên tàu      | Quốc tịch              | Tải trọng | Số phận      |
| ---------------- | ------------ | ---------------------- | --------- | ------------ |
| 16 tháng 6, 1942 | HMS Hermione | Hải quân Hoàng gia Anh | 5.450     | Bị đánh chìm |